# Thiết lĩnh (Binh khí Việt cổ)

Một võ sư đang biểu diễn thiết lĩnh

Thiết Lĩnh (tiếng Trung: 鐵 領) là một loại binh khí cổ truyền của Việt Nam. Thiết Lĩnh có cấu tạo bằng hai thanh gỗ gọi là thanh mẹ (dài) và thanh con (ngắn) được nối với nhau bằng xích sắt.
Thiết lĩnh được phát triển từ một loại Néo dùng để đập lúa.
Tại Trung Quốc cũng có những loại binh khí gần tương tự là Trường Sao Tử (長 梢 子), có khi gọi là Mẫu Tử Côn (母子棍), nhưng loại "Côn Tam Khúc" mà Người Trung Quốc gọi nó là Tam Tiết Côn (三 節 棍) mới là đặc thù của họ.

## Miêu tả
Sách Người Việt Đất Việt, phần Võ nghệ và Binh bị của Cửu Long Giang và Toan Ánh, Nhà xuất bản Nam Chi tùng thư viết về Thiết lĩnh như sau: “Thiết lĩnh là một thứ khí giới gồm hai thanh gỗ rắn, một thanh mẹ dài và một thanh con ngắn. Hai thanh mẹ con của thiết lĩnh được nối vào nhau bằng thứ dây chắc, thường vẫn dùng tóc để khỏi bị đứt. Chỗ nối liền hai mẹ con thiết lĩnh có vòng khuyên sắt. Lúc sử dụng tùy nơi rộng hẹp, cầm cây mẹ vung đánh bằng cây con hoặc cầm cây con vung đánh bằng cây mẹ. Thiết lĩnh đánh rất mạnh, các thứ khí giới khác gặp thiết lĩnh chống trả thật khó vì thiết lĩnh là thứ khí giới mạnh mà có tính cách mềm nhưng lại rất lợi hại. Muốn phá thiết lĩnh phải dùng dây thừng hoặc cành tre khiến cho thiết lĩnh vướng vào không vung được nữa”.
Võ phái Bình Định – Sa Long Cương tại Pháp, định nghĩa: “Thiết lĩnh (鐵 領) là món binh khí đặc biệt, thuộc loại binh khí cán dài, phôi thai từ dụng cụ nông nghiệp để đập lúa. Đó là loại côn nhị khúc đặc thù của người Việt, có một khúc dài và một khúc ngắn nối liền nhau bằng dây thừng hoặc xích sắt. Người Trung Hoa cũng sử dụng Côn nhị khúc – một khúc dài và một khúc ngắn – này còn gọi nó là Trường Sao Tử (長 梢 子), có khi gọi là Mẫu tử côn (母 子 棍), nhưng Tam tiết côn (三 節 棍) mới là đặc thù của họ. Còn người Nhật sử dụng Côn nhị khúc, gọi là Nunchaku (Nông gia cụ), với hai đoản côn ngắn bằng nhau và nối liền nhau bằng dây thừng hoặc xích sắt, là loại binh khí không thuộc về côn pháp”.
Câu thơ viết về Thiết lĩnh:
Thiết lĩnh phi thiên;
Câu thương phá trượng;
Hoành sơn đả hổ;
Thủ phục địa lôi;

## Sử dụng
Thiết lĩnh thuộc họ nhà côn, nên kỹ thuật thiết lĩnh có một phần giống côn, nhưng vì có hai đoạn, một dài, một ngắn, làm cho thiết lĩnh có tính cách đặc thù trở nên lợi hại, nguy hiểm hơn. Phép đánh binh khí của người Việt là võ trận, lấy yếu chống mạnh, ít chống nhiều, khinh linh ảo diệu phù hợp vóc dáng, thể tạng của người Việt Nam. Sử dụng thiết lĩnh khó hơn sử dụng côn, roi một phần. Thiết lĩnh “múa” lên tiếng gió rít vù, lực ly tâm từ đoạn nhỏ với đoạn lớn tạo ra âm thanh vun vút. Các kỹ thuật căn bản của Thiết lĩnh có: đánh, bổ, đập, quất, quấn, quét, đâm, thọc, phất, bắt, khắc, quay tròn trên đầu, múa hoa, tạt, tém, đỡ gạt…

## Trong chiến trận
Trận Thiên Mạc của Trần Bình Trọng chỉ huy hơn ngàn quân Thánh Dực cùng 500 gia binh trấn giữ cầm chân cả đại quân Mông Cổ thiện chiến để triều đình và quân nhà Trần bảo toàn lực lượng rút lui an toàn.